# Сократова смрт
Сократова смрт (фр. La Mort de Socrate) слика је Жака-Луја Давида из 1787. године која приказује смрт грчког филозофа Сократа како ју је описао Платон у свом делу Федон (о бесмртности душе). Наиме, Сократ је био осуђен на смрт због „кварења” атинске омладине својим учењем, те му је дат избор између изгнанства, чиме би се одрекао свог учења, и смрти испијањем кукуте. Сократ је искористио своју смрт као последњу лекцију својим ученицима и мирно је прихватио осуду, што Платон спомиње и у својим делима Еутифрон (о побожности), Апологија (одбрана Сократова) и Критон (о послушности законима). Жак-Луј Давид овом сликом на свој начин даје моралну поуку француским револуционарима како се за идеје треба борити и умирати. Сократ, који се спрема да испије путир са отровом, приказан је овде не само као пример античке врлине, већ и као оснивач „религије разума”, лик сличан Христовом (у призору на слици учествује дванаест ученика).

## Карактеристике
Сократ је приказан у тренутку узимања путира са отровом од ученика, док десном руком показује према небу као знак поштовања према боговима и бесмртности душе. Сократ свесно посеже за путиром док равнодушно наставља да говори о ономе што је заиста важно, о идеалима и циљевима. Овај његов положај руке снажно подсећа на приказ Платона на Рафаеловој слици Атинска школа. Композиција слике је хоризонтална и шири се попут античког рељефа, паралелно са планом слике. Ликови су такође моделовани хладним колоритом и цртежом као темељним ликовним елементом, па остављају утисак да су чврсти и непомични попут кипова. Сократ и његови ученици, међу којима је најпознатији Платон, су насликани у једноставном архитектонском окружењу и изразито хладном колориту. Дубина простора наглашена је приказом детаља из суседне собе која се назире кроз лучни отвор на зиду. Осветљење је оштро и баца прецизне сене, чиме детаљи на слици, попут руку, ногу и намештаја, изгледају веома реалистично.
Давид се потписао на два места на слици; иницијале је ставио испод лика Платона (први слева, седи окренут леђима) како би одао почаст његовом делу по ком је настала слика, док је свој пуни потпис сместио испод лика Критона који саосећајно стеже Сократово бедро, јер се највише идентификовао с тим ликом. Наиме, Давид се осећао као особа која се чврсто држи за моралне вредности које представља Сократ.
Давид поједностављује сцену уклањањем многих ликова првобитно описаних у Платоновим дијалозима. Такође је показао извесну уметничку слободу у представљању узраста многих Сократових ученика, укључујући Платона. Сократ је, док је био старији, приказан као прилично згодан и снажнији него што би био 70-годишњак из његовог доба у реалистичнијем приказу; његово лице је такође много идеализованије од класичног попрсја које се обично користи као референтни портрет Сократа. Платон би био младић у време Сократове смрти, али на овој слици он је старац који седи у подножју кревета. Давид је можда намеравао да слика буде смештена у Платоновој машти, где старији Платон покушава да дочара сцену у својој машти док пише.

## Стварање и историја
Уместо краљевске наруџбине, Давид је 1786. добио директну приватну наруџбину за рад од богатог Шарла-Мишела Трудена де ла Саблијера, најмлађег сина Трудена де Монтиња и који је тада имао око 20 година. Труден је била заинтригиран драмом коју је Денис Дидро мислио да напише, али је никада није завршио. Једна од драматичних сцена коју је Дидроов недовршен рад укључивао је његова смрт, што је довело до наручивања слике. Давидов пријатељ у то време, Андре Шеније, такође је био члан круга „Труденског друштва“, и изгледа да је Давид следио Шенијеове сугестије о стварима као што је Сократова поза у посезању за чашом док је још увек предавао. Уопштено говорећи, Сократ је био популарна тема у то време као пример просветитељских вредности: човек који се држао истине са задивљујућом рационалношћу и самоконтролом.
Давид је направио почетни третман још 1782. и вратио се овој раној композицији сада када је имао налог. Консултовао је оца Жана Адрија, хеленисту и научника на ту тему, о околностима Сократове смрти. Једно од Адријевих писама је сачувано; препоручио је да се Платон прикаже као непокретан (иако Платон заправо није био присутан), да Критон буде приказан са више емоција и да Аполодор (крајње десно на слици) буде видљиво испуњен емоцијама.
Током првог Давидовог путовања у Рим почео је да проучава приказе погребних сцена и да извлачи многе примере. Многа Давидова главна дела потичу из ових погребних цртежа. У Сократовој смрти, Давид истражује приступ филозофа смрти. Сократ је стоичан и миран јер види смрт као засебно, стварно подручје, другачије стање бића од живота, али не и крај бића. На слици Сократов гест показује да он и даље учи, чак и у тренутку пред смрт.

## Сличне слике
Пјер Пејрон, Давидов савременик, такође је насликао уметнички приказ Сократове смрти око 1787. Пејронова верзија и Давидова верзија су приказане на истом Салону 1787. Њих двојица су раније имали вид ривалства, са надом да ће обојице да стекну позицију директора Француске академије у Риму када је следећа позиција отвори; критичари су сматрали да су две слике одлучно решиле ствар у корист Давида. Гроф Потоки је подругљиво изјавио да је Пејронов рад „показао квалитет Давидове слике доказујући јавности колико неко може бити испод њега“.
Још једну слику која приказује Сократову смрт урадио је италијански уметник Ђамбетино Чињароли у првој половини 18. века. Чињаролијево дело приказује Сократа већ мртвог, окруженог његовим ожалошћеним следбеницима.
Још један приказ Сократове смрти урадио је француски уметник Жак-Филип-Жозеф де Сен Кантен. Дело, које се тренутно налази у Национална школа ликовних уметности у Паризу, Француска, датира око 1738.
- Сократова смрт, на слици Пјера Пејрона
- Смрт Сократа, Ђамбетино Чињаролија
- Сократова смрт сликара Жака Филипа Жозефа де Сен Кантена
- Смрт Сократа, рад Франсоа-Завије Фабрија

## Објава и пријем
Давид је представио слику на Париском салону 1787, званичној уметничкој изложби. Слика је одмах добила признање међу Давидовим савременицима. Енглески сликар Џошуа Рејнолдс је написао да је Сократова смрт „највеће уметничко дело од Сикстинске капеле и Рафаелове Станце у Ватикану.“ Амерички министар у Француској, Томас Џеферсон написао је да је слика најбоље дело на Салону 1787. и да је слика била „сјајна“. Слика је била довољно успешна да ју је Давид поново показао на Салону 1791; и даље је привлачила интересовање због промењеног политичког окружења, пошто су херојске приче из ранијег доба одговарале расположењу ране Француске револуције.
Изложба из 1826. године намењена прикупљању новца за Грчки рат за независност приказала је велики део Давидовог дела у Галерији Лебрун, укључујући и Смрт Сократа. Изложба је привукла велико интересовање због реакције краљевске владе после Бурбонске рестаурације, која није волела Давида и одбила је дозволу да његово тело буде сахрањено у Француској, иако више због његових слика из револуционарне ере него Сократа.

## Хронологија власништва
Након што су Шарл-Мишел Труден де ла Саблијер и његов брат погубљени 1794. током периода владавине терора, слика је прешла на супругу његовог брата Луиз Мико де Курбетон, госпођу Труден де Монтињи. Слика је пролазила кроз власништво неколико људи по наслеђу и приватној продаји, посебно укључујући Оливијеа де Сен Жоржа де Верака и његову супругу од 1809–1870. Године 1931, слика је продата Метрополитен музеју уметности у Њујорку, где је од тада и остала.